# Dębsko (województwo zachodniopomorskie)
Dębsko (niem. Denzig) – wieś sołecka w Polsce położona w województwie zachodniopomorskim, w powiecie drawskim, w gminie Kalisz Pomorski. W latach 1975–1998 miejscowość administracyjnie należała do województwa koszalińskiego. W roku 2011 wieś liczyła 250 mieszkańców.
Osada wchodząca w skład sołectwa: Łowno.

## Geografia
Wieś leży ok. 3 km na południowy zachód od Kalisza Pomorskiego, przy drodze wojewódzkiej nr 175, między Kaliszem Pomorskim a Drawnem, przy linii kolejowej nr 410.

## Historia
W średniowieczu wieś była wielokrotnie niszczona. Do XVIII wieku należała do rodziny von Güntersberg i rodziny von Wedel. W 1838 roku majątek w Dębsku należał do Romberga, a w 1860 roku do Ottona George. W roku 1939 we wsi odnotowano 433 mieszkańców.
Jak podaje „Pommersches Güter-Adressbuch” z roku 1892 (wydany w Szczecinie), w Dębsku były dwa rycerskie majątki ziemskie: Denzig A - właściciel Otto George oraz Denzig B - właściciel Franz Romberg. Według „Landwirtschaftliches Adressbuch” z roku 1939 (wydanego w Lipsku), dobra Denzig A należały do Güntera George natomiast dobra Denzig B do Luise Kurtze z domu Romberg.
29 maja 1944 w pobliżu rozbił się amerykański samolot bombowy B-17 numer 42-37877 z 92 Grupy Bombowej o nazwie Popcorn Fort.

## Zabytki
Do wojewódzkiego rejestru zabytków wpisany jest:
- kościół filialny pw. śś. Apostołów Piotra i Pawła, murowany z 1868 roku, przebudowany w 1923 r. i po 1970 r., rzymskokatolicki należący do parafii pw. Matki Bożej Królowej Polski w Kaliszu Pomorskim, dekanatu Mirosławiec, diecezji koszalińsko-kołobrzeskiej, metropolii szczecińsko-kamieńskiej. Przed II wojną światową były we wnętrzu dwie późnogotyckie rzeźby z ołtarza z ok. 1500 roku. Ołtarz i kazalnica pochodziły z XVII wieku. Dwa lichtarze z 1763 roku i dwa dzwony, jeden o średnicy 80 cm a drugi mały o średnicy 49 cm, odlane zostały przez Hansa Hannick, z polecenia Adama von Güntersberga, o czym informuje napis na nich. Dzisiaj na wieży znajduje się jedynie dzwon z 1860 roku[6].

## Kultura i sport
We wsi znajduje się świetlica wiejska oraz plac zabaw.

## Komunikacja
W Dębsku znajdował się przystanek kolejowy byłej linii kolejowej nr 410.